# Коктал-Арасан
Кокта́л-Араса́н (каз. Көктал-Арасан) — село у складі Панфіловського району Жетисуської області Казахстану. Входить до складу Улкенагаський сільського округу.
Населення — 254 особи (2021; 283 у 2009, 289 у 1999, 296 у 1989).